# Litauens Billie Jean King Cup-lag
Litauens Billie Jean King Cup-lag representerar Litauen i tennisturneringen Billie Jean King Cup, och kontrolleras av Litauens tennisförbund.

## Historik
Litauen deltog första gången 1992. Laget har som bäst spelat i Grupp I.